# J・T・レディ
ジェイソン・トッド・"J.T."・レディ（Jason Todd "J.T." Ready, 1973年2月17日 - 2012年5月2日）は、アメリカの政治活動家。元々はアメリカ海兵隊の隊員だったが不行跡除隊(bad conduct discharge)処分を受けている。その後はネオナチの活動に関与し、国家社会主義運動(National Socialist Movement, NSM)の党員を経て、アメリカ＝メキシコ国境で活動する民兵組織を創設し、自ら指揮官を務めた。また、アリゾナ州ピナル郡の保安官(sheriff)を選定する保安官選挙にも立候補していた。2012年5月2日、アリゾナ州ギルバードの自宅にてガールフレンドと彼女の娘、孫娘、娘の婚約者の3名を射殺した後に自殺した。

## 若年期
ジェイソン・トッド・レディはフロリダ州マルベリーのマルベリー・ハイスクールを卒業している。同校在学中にレディは何件かの違法行為に手を染めている。

## 軍歴
その後、レディはアメリカ海兵隊に入隊し、上等兵(lance corporal)まで務めた。パリスアイランド志願兵訓練所を経て、ノースカロライナ州の歩兵学校を卒業している。その後はキャンプ・ペンドルトン海兵隊基地の第1軽機甲偵察大隊B中隊に配属された。しかしすぐに中隊から外され、LAV-25付の偵察兵としてM249軽機関銃の射手に任命された。トゥエンティナイン・パームス海兵隊空陸戦センターでの演習の折には、M249軽機関銃を持たずに集合し、小隊付軍曹からその場で処分を受けている。1995年11月15日にはB中隊が第15海兵遠征部隊(15th MEU)に参加して輸送艦USSアンカレッジに配置されるものの、レディは体力練成訓練の一環として行われたサッカーの試合で膝を痛めていた事と体重超過を理由に、MEU参加要員から除外されている。1996年秋からキャンプ・ペンドルトン基地の任務の1つである、週末の不法移民捜索に参加する。当時、彼はオーシャンサイドの軍用品取扱店を頻繁に訪れ、ラペルロープなど彼の任務には不必要な多くの装備品を購入していたという。彼は『若き勇者たち』などの戦争映画を好んでいた他、軍歌『グリーン・ベレーのバラード』の歌詞は完全に暗記しており、またミリタリーケイデンスのCDを流して大声で歌っていたという。

### 軍法会議
レディはその軍歴の中で2度も軍法会議で裁かれている。1度目は3ヶ月間の禁固と降格の処分を受け、1996年の2度目の軍法会議では不行跡除隊(bad conduct discharge)処分の判決を受けて海兵隊を追われている。軍法会議では窃盗、暴行、命令不履行、無許可離隊について有罪判決が下された。彼はアリゾナ州メサで行われる予定だった2006年度復員軍人の日記念式典の司会に指名されていたが、この処分により取り消されている。

## 自警団活動
除隊後、レディはミニットマン市民防衛隊(Minuteman Civil Defense Corps)および合衆国国境警備隊(U.S. Border Guard)を自称する2つの武装民兵を組織し、アリゾナ＝メキシコの国境線にて不法移民の捜索を開始した。
レディが自殺した段階で、砂漠で発見された移民の射殺体から国内テロの可能性を予期していた連邦捜査局(FBI)により、関与の疑われるこれらの民兵団は捜査の対象となっていた.。

## 生活
レディはアーリーン・リンドグレン(Arline Lindgren)と結婚していたが2003年に離婚。同年には末日聖徒イエス・キリスト教会による洗礼を受け、地元政治家ラッセル・ピアーズにより長老(elder)の1人に任命されている。
2010年12月、同教会はレディの除名および彼のモルモン教への復帰を宣言した。また一時期は地元の自動車部品店オートゾーン(Autozone)にて勤務していたが解雇されている。

## 政治活動
レディは反移民に関する政治活動に積極的に参加した。メサ・コミュニティ・カレッジの共和党クラブ代表やマリコパ郡共和党員選挙区委員などを務めた。2004年のアリゾナ州議会議員選挙および2006年のメサ市議会議員選挙に出馬するも共に落選している。彼は「純粋なアーリア人種こそ、自然が全人類に与えたもうた最も貴重な資源である」というモットーをしばしば語っていた。2010年6月にはアリゾナ＝メキシコ国境にて不法移民を駆逐することを目的に民兵組織アメリカ国境警備隊を設立 。いわゆるティーパーティー運動が盛り上がると彼も演説者として参加した。
在米ユダヤ人団体の名誉毀損防止同盟と人権擁護団体の南部貧困法律センターでは、レディをネオナチに指定している。また何人かの共和党員は彼をマリコパ郡における党活動から追放しようと試みていた。ピナル郡保安官選挙への立候補直前には国家社会主義運動(National Socialist Movement, NSM)を脱退しているが、選挙対策委員長のハリー・ヒューズ(Harry Hughes)はNSMの現役会員だった。この選挙活動中、彼はむしろ民主党支持者のように振る舞い、例えば過去の民主党によるジム・クロウ法に対する支持声明や、人種差別的な法案に賛同していた民主党議員ロバート・バードやジョージ・ウォレスの発現を引用して民主党にも共和党にも大きな差はないと述べ、保安官という中立職には政治的立場など関係ないと主張したのである。レディの死後、ラッセル・ピアーズはかねてよりレディと彼の率いた団体のような「社会的に卑劣なグループ」の排除に向けて共和党内で活動していた旨の声明を発表した。

## ギルバートでの銃撃事件
2012年5月2日、レディはアリゾナ州ギルバートの自宅にて、ガールフレンドのリサ、リサの娘アンバー、アンバーのボーイフレンドのジム・ヒオット、まだ乳幼児だったアンバーの娘リリーを射殺し、その後に自らも拳銃自殺を遂げた。
911通報は途中で銃撃により遮られ、偶然家に居合わせた十代の女性が通報を行った。
被害者：
- リサ・メデロス(Lisa Mederos)：47歳。レディのガールフレンド。最初の遮られた通報は彼女が行ったとされている。
- アンバー・メデロス(Amber Mederos)：23歳。リサの娘。
- リリー・メデロス(Lilly Mederos)：15ヶ月。アンバーの娘。発見時にはまだ息があったものの、病院に搬送後死亡した。
- ジム・ヒオット(Jim Hiott)：24歳。アンバーの婚約者[26]。アフガンへの従軍経験を持つ元陸軍兵士。遺体は家の外、自殺したレディの近くで発見された。

現地警察スポークスマンはこの事件が家庭争議を発端に起こったと語ったが、一方で明確な動機は明らかになっていない。FBIとアルコール・タバコ・火器及び爆発物取締局(ATF)の対テロ合同捜査班は家の中で6つの手榴弾といくつかの銃火器を発見した事を公表している。